# Petrogale inornata
Petrogale inornata är en pungdjursart som beskrevs av John Gould 1842. Petrogale inornata ingår i släktet klippkänguruer och familjen kängurudjur. IUCN kategoriserar arten globalt som livskraftig. Inga underarter finns listade.
Pungdjuret förekommer i östra delen av den australiska delstaten Queensland. Arten vistas där i klippiga regioner.